# Перфторполиэфиры
Перфторполиэфиры — это жидкости, полученные методом фотоокисления перфторолефинов.
Различные фракции перфторполиэфиров (жидкости ПЭФ) ПЭФ 40/30, ПЭФ 70/60, ПЭФ 70/110, ПЭФ 70/170, ПЭФ 130/50, ПЭФ 130/110, ПЭФ 180/60, ПЭФ 130, ПЭФ-180, ПЭФ-180/60, ПЭФ-240, ПЭФ320, различаются по интервалу температуры кипения при 1 мм рт. ст..
Жидкости ПЭФ прозрачные, бесцветные, вязкие жидкости с очень низкой летучестью и высокой плотностью. Уникальность свойств перфторполиэфиров и их производных делает их очень привлекательными для широкого круга потребителей. Перфторполиэфиры используют в различных областях, особенно в авиа-, ракетостроении, вакуумной технике для агрессивных сред в качестве отличных смазочных материалов. Так, ПЭФ идеально подходят для использования в качестве жидкостей для диффузионных насосов, смазок и рабочих жидкостей в вакуумных насосах, например, в производстве полупроводников. Жидкость ПЭФ можно использовать в качестве смазок в экстремальных условиях, например, в реактивных двигателях, в высокотемпературных турбинных двигателях и спутниковых приборах. Свойства перфторполиэфиров:
- химическая инертность и химическая стойкость;
- некоррозионность и стойкость к окислению;
- низкое поверхностное натяжение;
- низкий температурный коэффициент вязкости;
- низкая температура застывания;
- негорючесть и нетоксичность;
- высокие диэлектрические свойства;